# Roberto Pérez Valdez
Roberto Pérez Valdez (Paraguay; 25 de octubre de 1981) es un exfutbolista y entrenador paraguayo.
Es hijo del exfutbolista Roberto "Candado" Pérez.

## Trayectoria

### Como jugador
Se desempeñó como defensa, y pasó su carrera en clubes de Argentina, Paraguay y Bolivia.

### Como entrenador
Tras su retiro como futbolista, comenzó su carrera de entrenador en el ascenso boliviano. En 2015 se integró como asistente técnico de Roberto Pavisic en el Club Aurora. 
Fue nombrado primer entrenador al año siguiente, y ganó el ascenso a la Primera División ganando la Copa Simón Bolívar 2016-17.
Tras dirigir a la Universitario de Vinto entre 2017 y 2018, regresó como entrenador del Aurora en junio de 2018. Fue desvinculado en agosto de ese año, y firmó en el Club Sur-Car de Oruro.
Regresó por segunda vez al Aurora en 2022.

## Clubes

### Como entrenador
| Club                   | País    | Año         |
| ---------------------- | ------- | ----------- |
| Aurora (Asistente)     | Bolivia | 2015 - 2016 |
| Aurora                 | Bolivia | 2016 - 2017 |
| Universitario de Vinto | Bolivia | 2017 - 2018 |
| Aurora                 | Bolivia | 2018        |
| Sur-Car                | Bolivia | 2020        |
| Aurora                 | Bolivia | 2022 - 2023 |

## Palmarés

### Como entrenador

#### Títulos nacionales
| Título             | Club        | País    | Año     |
| ------------------ | ----------- | ------- | ------- |
| Copa Simón Bolívar | Club Aurora | Bolivia | 2016-17 |

## Vida personal
Hijo del ex portero Roberto Pérez, apodado el candado, quien jugó en Sol de América y el Club Nacional de Paraguay. Su hijo también se llama Roberto y juega fútbol a nivel juvenil.